# Jagdgeschwader 233
Jagdgeschwader 233 (dobesedno slovensko: Lovski polk 233; kratica JG 233) je bil lovski letalski polk (Geschwader) v sestavi nemške Luftwaffe.

## Organizacija
- štab
- I. skupina[1]